# Kvalifikace na Mistrovství světa ve fotbale 2014 (AFC) – třetí fáze
Ve třetí fázi bylo 15 postupujících ze druhé fáze a 5 přímo nasazených týmů rozlosováno do pěti skupin po čtyřech. Ve skupinách se utkal každý s každým dvoukolově doma a venku a první dva týmy z každé skupiny postoupily do čtvrté fáze.

## Nasazení
K rozdělení do losovacích košů byl použit žebříček FIFA z července 2011. Los se uskutečnil 30. července 2011 v Rio de Janeiru.
| Koš 1                                    | Koš 2                                            | Koš 3                        | Koš 4                                            |
| ---------------------------------------- | ------------------------------------------------ | ---------------------------- | ------------------------------------------------ |
| Japonsko Austrálie Jižní Korea Írán Čína | Uzbekistán Katar Jordánsko Saúdská Arábie Kuvajt | Bahrajn Sýrie1 Omán Irák SAE | Severní Korea Thajsko Singapur Indonésie Libanon |

1 Původně z druhé fáze postoupila Sýrie, ale později byla kvůli nastoupení hráče, který ve druhé fázi nastoupit nesměl, vyloučena.

## Skupina A
| Tým       | Z | V | R | P | VG | IG | +/- | B  |
| --------- | - | - | - | - | -- | -- | --- | -- |
| Irák      | 6 | 5 | 0 | 1 | 14 | 4  | +10 | 15 |
| Jordánsko | 6 | 4 | 0 | 2 | 11 | 7  | +4  | 12 |
| Čína      | 6 | 3 | 0 | 3 | 10 | 6  | +4  | 9  |
| Singapur  | 6 | 0 | 0 | 6 | 2  | 20 | −18 | 0  |

| 2. září 2011 20:00 UTC+8        |        |           |                                         |
| Čína                            | 2 – 1  | Singapur  | Tuodong Stadium, Kunming diváci: 17 000 |
| Zheng Zhi 69' (pen.) Yu Hai 73' | Report | Đurić 33' | Tuodong Stadium, Kunming diváci: 17 000 |

| 2. září 2011 17:00 UTC+3 |        |                                           |                                             |
| Irák                     | 0 – 2  | Jordánsko                                 | Franso Hariri Stadium, Irbil diváci: 24 000 |
|                          | Report | Hassan Abdel Fattah 43' Abdullah Deeb 47' | Franso Hariri Stadium, Irbil diváci: 24 000 |

| 6. září 2011 19:00 UTC+3       |        |                |                                                   |
| Jordánsko                      | 2 – 1  | Čína           | Amman International Stadium, Ammán diváci: 19 000 |
| Abdul-Rahman 49' Amer Deeb 55' | Report | Hao Junmin 57' | Amman International Stadium, Ammán diváci: 19 000 |

| 6. září 2011 19:30 UTC+8 |        |                             |                                             |
| Singapur                 | 0 – 2  | Irák                        | Jalan Besar Stadium, Singapur diváci: 5 504 |
|                          | Report | Abdul-Zahra 49' Mahmoud 86' | Jalan Besar Stadium, Singapur diváci: 5 504 |

| 11. října 2011 20:15 UTC+8 |        |             |                                                     |
| Čína                       | 0 – 1  | Irák        | Shenzhen Bay Sports Center, Shenzhen diváci: 25 021 |
|                            | Report | Mahmoud 45' | Shenzhen Bay Sports Center, Shenzhen diváci: 25 021 |

| 11. října 2011 19:30 UTC+8 |        |                                             |                                             |
| Singapur                   | 0 – 3  | Jordánsko                                   | Jalan Besar Stadium, Singapur diváci: 3 799 |
|                            | Report | Abdallah Deeb 11' Bani Yaseen 54' Hayel 64' | Jalan Besar Stadium, Singapur diváci: 3 799 |

| 11. listopadu 2011 18:00 UTC+2 |        |          |                                                   |
| Jordánsko                      | 2 – 0  | Singapur | Amman International Stadium, Ammán diváci: 19 000 |
| Hayel 15' Amer Deeb 65'        | Report |          | Amman International Stadium, Ammán diváci: 19 000 |

| 11. listopadu 2011 17:15 UTC+3 |        |      |                                                                |
| Irák                           | 1 – 0  | Čína | Grand Hamad Stadium, Dauhá (Katar - neutr. půda) diváci: 5 000 |
| Mahmoud 90+2'                  | Report |      | Grand Hamad Stadium, Dauhá (Katar - neutr. půda) diváci: 5 000 |

| 15. listopadu 2011 18:00 UTC+2 |        |                          |                                                   |
| Jordánsko                      | 1 – 3  | Irák                     | Amman International Stadium, Ammán diváci: 13 000 |
| Abdel-Fattah 17'               | Report | Akram 55', 81' Munir 67' | Amman International Stadium, Ammán diváci: 13 000 |

| 15. listopadu 2011 19:30 UTC+8 |        |                                                |                                             |
| Singapur                       | 0 – 4  | Čína                                           | Jalan Besar Stadium, Singapur diváci: 5 474 |
|                                | Report | Yu Hai 41' Li Weifeng 56' Zheng Zheng 73', 81' | Jalan Besar Stadium, Singapur diváci: 5 474 |

| 29. února 2012 16:00 UTC+8       |        |           |                                                             |
| Čína                             | 3 – 1  | Jordánsko | Guangzhou University City Stadium, Chuang-čou diváci: 6 104 |
| Hao Junmin 43', 69' Yu Dabao 88' | Report | Deeb 85'  | Guangzhou University City Stadium, Chuang-čou diváci: 6 104 |

| 29. února 2012 16:45 UTC+3                                                              |        |           |                                                              |
| Irák                                                                                    | 7 – 1  | Singapur  | Grand Hamad Stadium, Dauhá (Katar - neutr. půda) diváci: 950 |
| Jassim 4' Mahmoud 11', 61', 90+3' H. W. Mohammed 22' (pen.) Akram 36' (pen.) Kareem 47' | Report | Abdul 28' | Grand Hamad Stadium, Dauhá (Katar - neutr. půda) diváci: 950 |

## Skupina B
| Tým         | Z | V | R | P | VG | IG | +/- | B  |
| ----------- | - | - | - | - | -- | -- | --- | -- |
| Jižní Korea | 6 | 4 | 1 | 1 | 14 | 4  | +10 | 13 |
| Libanon     | 6 | 3 | 1 | 2 | 10 | 14 | −4  | 10 |
| Kuvajt      | 6 | 2 | 2 | 2 | 8  | 9  | −1  | 8  |
| SAE         | 6 | 1 | 0 | 5 | 9  | 14 | −5  | 3  |

| 2. září 2011 20:00 UTC+9                                            |        |         |                                       |
| Jižní Korea                                                         | 6 – 0  | Libanon | Goyang Stadium, Goyang diváci: 37 655 |
| Park Chu-Young 8', 45+1', 67' Ji Dong-Won 66', 85' Kim Jung-Woo 82' | Report |         | Goyang Stadium, Goyang diváci: 37 655 |

| 2. září 2011 19:30 UTC+4  |        |                             |                                         |
| SAE                       | 2 – 3  | Kuvajt                      | Al Qatara Stadium, Al Ain diváci: 8 715 |
| Al Hammadi 84' Khalil 89' | Report | Nasser 7', 65' Al-Mutwa 51' | Al Qatara Stadium, Al Ain diváci: 8 715 |

| 6. září 2011 20:00 UTC+3 |        |                   |                                                          |
| Kuvajt                   | 1 – 1  | Jižní Korea       | Peace and Friendship Stadium, Kuwait City diváci: 20 000 |
| Fadel 53'                | Report | Park Chu-Young 8' | Peace and Friendship Stadium, Kuwait City diváci: 20 000 |

| 6. září 2011 17:00 UTC+3                  |        |             |                                                           |
| Libanon                                   | 3 – 1  | SAE         | Camille Chamoun Sports City Stadium, Bejrút diváci: 4 000 |
| Ghaddar 37' (pen.) Moghrabi 53' Antar 83' | Report | Khamees 15' | Camille Chamoun Sports City Stadium, Bejrút diváci: 4 000 |

| 11. října 2011 20:00 UTC+9             |        |             |                                               |
| Jižní Korea                            | 2 – 1  | SAE         | Suwon World Cup Stadium, Suwon diváci: 28 689 |
| Park Chu-Young 55' Al Kamali 64' (vl.) | Report | Matar 90+2' | Suwon World Cup Stadium, Suwon diváci: 28 689 |

| 11. října 2011 17:00 UTC+3 |        |                           |                                                            |
| Libanon                    | 2 – 2  | Kuvajt                    | Camille Chamoun Sports City Stadium, Bejrút diváci: 32 000 |
| Maatouk 15', 86' (pen.)    | Report | Neda 51' Younes 89' (vl.) | Camille Chamoun Sports City Stadium, Bejrút diváci: 32 000 |

| 11. listopadu 2011 17:30 UTC+3 |        |            |                                                          |
| Kuvajt                         | 0 – 1  | Libanon    | Peace and Friendship Stadium, Kuwait City diváci: 17 500 |
|                                | Report | El Ali 57' | Peace and Friendship Stadium, Kuwait City diváci: 17 500 |

| 11. listopadu 2011 16:45 UTC+4 |        |                                      |                                        |
| SAE                            | 0 – 2  | Jižní Korea                          | Al-Rashid Stadium, Dubaj diváci: 8 272 |
|                                | Report | Lee Keun-Ho 88' Park Chu-Young 90+3' | Al-Rashid Stadium, Dubaj diváci: 8 272 |

| 15. listopadu 2011 17:30 UTC+3 |        |           |                                                          |
| Kuvajt                         | 2 – 1  | SAE       | Peace and Friendship Stadium, Kuwait City diváci: 14 170 |
| Al Enezi 49' Abbas 68' (vl.)   | Report | Matar 18' | Peace and Friendship Stadium, Kuwait City diváci: 14 170 |

| 15. listopadu 2011 14:30 UTC+2  |        |                         |                                                            |
| Libanon                         | 2 – 1  | Jižní Korea             | Camille Chamoun Sports City Stadium, Bejrút diváci: 35 000 |
| Al Saadi 5' Ali Atwi 31' (pen.) | Report | Koo Ja-Cheol 20' (pen.) | Camille Chamoun Sports City Stadium, Bejrút diváci: 35 000 |

| 29. února 2012 21:00 UTC+9        |        |        |                                              |
| Jižní Korea                       | 2 – 0  | Kuvajt | Seoul World Cup Stadium, Soul diváci: 46 551 |
| Lee Dong-Gook 67' Lee Keun-Ho 71' | Report |        | Seoul World Cup Stadium, Soul diváci: 46 551 |

| 29. února 2012 16:00 UTC+4              |        |                          |                                             |
| SAE                                     | 4 – 2  | Libanon                  | Al-Nahyan Stadium, Abú Dhabí diváci: 10 000 |
| Saeed 20', 79' Al-Wehaibi 38' Matar 69' | Report | El Ali 23' Maatouk 45+2' | Al-Nahyan Stadium, Abú Dhabí diváci: 10 000 |

## Skupina C
| Tým           | Z | V | R | P | VG | IG | +/- | B  |
| ------------- | - | - | - | - | -- | -- | --- | -- |
| Uzbekistán    | 6 | 5 | 1 | 0 | 8  | 1  | +7  | 16 |
| Japonsko      | 6 | 3 | 1 | 2 | 14 | 3  | +11 | 10 |
| Severní Korea | 6 | 2 | 1 | 3 | 3  | 4  | −1  | 7  |
| Tádžikistán   | 6 | 0 | 1 | 5 | 1  | 18 | −17 | 1  |

| 2. září 2011 19:20 UTC+9 |        |               |                                              |
| Japonsko                 | 1 – 0  | Severní Korea | Saitama Stadium 2002, Saitama diváci: 62 000 |
| Yoshida 90+4'            | Report |               | Saitama Stadium 2002, Saitama diváci: 62 000 |

| 2. září 2011 16:30 UTC+5 |        |               |                                              |
| Tádžikistán              | 0 – 1  | Uzbekistán    | Metallurg Stadium, Tursunzoda diváci: 15 000 |
|                          | Report | Shatskikh 72' | Metallurg Stadium, Tursunzoda diváci: 15 000 |

| 6. září 2011 19:00 UTC+5 |        |             |                                                    |
| Uzbekistán               | 1 – 1  | Japonsko    | Pakhtakor Markaziy Stadium, Taškent diváci: 32 000 |
| Djeparov 8'              | Report | Okazaki 65' | Pakhtakor Markaziy Stadium, Taškent diváci: 32 000 |

| 6. září 2011 16:30 UTC+9 |        |             |                                               |
| Severní Korea            | 1 – 0  | Tádžikistán | stadion Janggakto, Pchjongjang diváci: 28 000 |
| Pak Nam-Chol 14'         | Report |             | stadion Janggakto, Pchjongjang diváci: 28 000 |

| 11. října 2011 19:45 UTC+9                                                 |        |             |                                     |
| Japonsko                                                                   | 8 – 0  | Tádžikistán | Nagai Stadium, Osaka diváci: 44 688 |
| Havenaar 11', 47' Okazaki 19', 74' Komano 35' Kagawa 41', 68' Nakamura 56' | Report |             | Nagai Stadium, Osaka diváci: 44 688 |

| 11. října 2011 16:00 UTC+9 |        |              |                                               |
| Severní Korea              | 0 – 1  | Uzbekistán   | stadion Janggakto, Pchjongjang diváci: 29 000 |
|                            | Report | Geynrikh 15' | stadion Janggakto, Pchjongjang diváci: 29 000 |

| 11. listopadu 2011 18:00 UTC+5 |        |               |                                                    |
| Uzbekistán                     | 1 – 0  | Severní Korea | Pakhtakor Markaziy Stadium, Taškent diváci: 27 525 |
| Kapadze 48'                    | Report |               | Pakhtakor Markaziy Stadium, Taškent diváci: 27 525 |

| 11. listopadu 2011 14:00 UTC+5 |        |                                        |                                         |
| Tádžikistán                    | 0 – 4  | Japonsko                               | Central Stadium, Dušanbe diváci: 18 000 |
|                                | Report | Konno 36' Okazaki 61', 90+2' Maeda 82' | Central Stadium, Dušanbe diváci: 18 000 |

| 15. listopadu 2011 18:00 UTC+5        |        |             |                                                   |
| Uzbekistán                            | 3 – 0  | Tádžikistán | Pakhtakor Markaziy Stadium, Taškent diváci: 5 323 |
| Tursunov 34' Ahmedov 60' Geynrikh 72' | Report |             | Pakhtakor Markaziy Stadium, Taškent diváci: 5 323 |

| 15. listopadu 2011 16:00 UTC+9 |        |          |                                                 |
| Severní Korea                  | 1 – 0  | Japonsko | Kim Il-sung Stadium, Pchjongjang diváci: 50 000 |
| Pak Nam-Chol 50'               | Report |          | Kim Il-sung Stadium, Pchjongjang diváci: 50 000 |

| 29. února 2012 19:32 UTC+9 |        |             |                                       |
| Japonsko                   | 0 – 1  | Uzbekistán  | Toyota Stadium, Tojota diváci: 42 720 |
|                            | Report | Shadrin 54' | Toyota Stadium, Tojota diváci: 42 720 |

| 29. února 2012 13:30 UTC+5 |        |                           |                                                          |
| Tádžikistán                | 1 – 1  | Severní Korea             | 20 Years of Independence Stadium, Khujand diváci: 35 000 |
| Khamroqulov 61'            | Report | Jang Song-Hyok 53' (pen.) | 20 Years of Independence Stadium, Khujand diváci: 35 000 |

## Skupina D
| Tým            | Z | V | R | P | VG | IG | +/- | B  |
| -------------- | - | - | - | - | -- | -- | --- | -- |
| Austrálie      | 6 | 5 | 0 | 1 | 13 | 5  | +8  | 15 |
| Omán           | 6 | 2 | 2 | 2 | 3  | 6  | −3  | 8  |
| Saúdská Arábie | 6 | 1 | 3 | 2 | 6  | 7  | −1  | 6  |
| Thajsko        | 6 | 1 | 1 | 4 | 4  | 8  | −4  | 4  |

| 2. září 2011 20:00 UTC+10 |        |              |                                          |
| Austrálie                 | 2 – 1  | Thajsko      | Suncorp Stadium, Brisbane diváci: 24 540 |
| Kennedy 58' Brosque 86'   | Report | Teerasil 15' | Suncorp Stadium, Brisbane diváci: 24 540 |

| 2. září 2011 19:00 UTC+4 |        |                |                                     |
| Omán                     | 0 – 0  | Saúdská Arábie | Seeb Stadium, Maskat diváci: 14 000 |
|                          | Report |                | Seeb Stadium, Maskat diváci: 14 000 |

| 6. září 2011 20:30 UTC+3 |        |                                       |                                                        |
| Saúdská Arábie           | 1 – 3  | Austrálie                             | Prince Mohamed bin Fahd Stadium, Dammam diváci: 15 000 |
| Al-Shamrani 65'          | Report | Kennedy 40', 56' Wilkshire 77' (pen.) | Prince Mohamed bin Fahd Stadium, Dammam diváci: 15 000 |

| 6. září 2011 18:00 UTC+7                      |        |      |                                             |
| Thajsko                                       | 3 – 0  | Omán | Rajamangala Stadium, Bangkok diváci: 19 000 |
| Sompong 35' Teerasil 41' Al-Farsi 90+1' (vl.) | Report |      | Rajamangala Stadium, Bangkok diváci: 19 000 |

| 11. října 2011 19:30 UTC+11       |        |      |                                    |
| Austrálie                         | 3 – 0  | Omán | ANZ Stadium, Sydney diváci: 24 732 |
| Holman 8' Kennedy 65' Jedinak 85' | Report |      | ANZ Stadium, Sydney diváci: 24 732 |

| 11. října 2011 18:00 UTC+7 |        |                |                                             |
| Thajsko                    | 0 – 0  | Saúdská Arábie | Rajamangala Stadium, Bangkok diváci: 42 000 |
|                            | Report |                | Rajamangala Stadium, Bangkok diváci: 42 000 |

| 11. listopadu 2011 19:30 UTC+3           |        |         |                                                       |
| Saúdská Arábie                           | 3 – 0  | Thajsko | King Fahd International Stadium, Rijád diváci: 32 500 |
| Hazazi 59' Al-Fraidi 80' Noor 89' (pen.) | Report |         | King Fahd International Stadium, Rijád diváci: 32 500 |

| 11. listopadu 2011 18:00 UTC+4 |        |           |                                                    |
| Omán                           | 1 – 0  | Austrálie | Sultan Qaboos Sports Complex, Maskat diváci: 4 500 |
| Al Hosni 18'                   | Report |           | Sultan Qaboos Sports Complex, Maskat diváci: 4 500 |

| 15. listopadu 2011 19:30 UTC+3 |        |      |                                                       |
| Saúdská Arábie                 | 0 – 0  | Omán | King Fahd International Stadium, Rijád diváci: 62 740 |
|                                | Report |      | King Fahd International Stadium, Rijád diváci: 62 740 |

| 15. listopadu 2011 18:00 UTC+7 |        |            |                                               |
| Thajsko                        | 0 – 1  | Austrálie  | Suphachalasai Stadium, Bangkok diváci: 19 400 |
|                                | Report | Holman 76' | Suphachalasai Stadium, Bangkok diváci: 19 400 |

| 29. února 2012 20:30 UTC+11             |        |                                  |                                     |
| Austrálie                               | 4 – 2  | Saúdská Arábie                   | AAMI Park, Melbourne diváci: 24 214 |
| Brosque 43', 75' Kewell 73' Emerton 76' | Report | Al-Dossari 19' Al-Shamrani 45+2' | AAMI Park, Melbourne diváci: 24 214 |

| 29. února 2012 13:30 UTC+4    |        |         |                                                     |
| Omán                          | 2 – 0  | Thajsko | Sultan Qaboos Sports Complex, Maskat diváci: 22 000 |
| Al-Hadhri 9' Al-Muqbali 90+1' | Report |         | Sultan Qaboos Sports Complex, Maskat diváci: 22 000 |

## Skupina E
| Tým       | Z | V | R | P | VG | IG | +/- | B  |
| --------- | - | - | - | - | -- | -- | --- | -- |
| Írán      | 6 | 3 | 3 | 0 | 17 | 5  | +12 | 12 |
| Katar     | 6 | 2 | 4 | 0 | 10 | 5  | +5  | 10 |
| Bahrajn   | 6 | 2 | 3 | 1 | 13 | 7  | +6  | 9  |
| Indonésie | 6 | 0 | 0 | 6 | 3  | 26 | −23 | 0  |

| 2. září 2011 20:00 UTC+4:30      |        |           |                                       |
| Írán                             | 3 – 0  | Indonésie | Azadi Stadium, Teherán diváci: 75 800 |
| Nekounam 53', 74' Teymourian 87' | Report |           | Azadi Stadium, Teherán diváci: 75 800 |

| 2. září 2011 20:00 UTC+3 |        |       |                                               |
| Bahrajn                  | 0 – 0  | Katar | Bahrain National Stadium, Riffa diváci: 6 000 |
|                          | Report |       | Bahrain National Stadium, Riffa diváci: 6 000 |

| 6. září 2011 19:30 UTC+3 |        |            |                                               |
| Katar                    | 1 – 1  | Írán       | Jassim Bin Hamad Stadium, Dauhá diváci: 8 125 |
| El-Sayed 56'             | Report | Aghili 46' | Jassim Bin Hamad Stadium, Dauhá diváci: 8 125 |

| 6. září 2011 19:00 UTC+7 |        |                             |                                                   |
| Indonésie                | 0 – 2  | Bahrajn                     | Gelora Bung Karno Stadium, Jakarta diváci: 85 000 |
|                          | Report | Saeed 45+1' Abdul-Latif 71' | Gelora Bung Karno Stadium, Jakarta diváci: 85 000 |

| 11. října 2011 19:30 UTC+3:30                                                |        |         |                                       |
| Írán                                                                         | 6 – 0  | Bahrajn | Azadi Stadium, Teherán diváci: 83 130 |
| Hosseini 22' Jabbari 34' Aghily 42' Teymourian 62' Ansarifard 75' Rezaei 83' | Report |         | Azadi Stadium, Teherán diváci: 83 130 |

| 11. října 2011 19:00 UTC+7 |        |                                      |                                                   |
| Indonésie                  | 2 – 3  | Katar                                | Gelora Bung Karno Stadium, Jakarta diváci: 28 000 |
| Gonzáles 26', 35'          | Report | Al Sulaiti 14' Ibrahim 32' Razak 59' | Gelora Bung Karno Stadium, Jakarta diváci: 28 000 |

| 11. listopadu 2011 19:00 UTC+3                |        |           |                                               |
| Katar                                         | 4 – 0  | Indonésie | Jassim Bin Hamad Stadium, Dauhá diváci: 6 500 |
| Razak 30' Ibrahim 34' (pen.), 63' Soria 90+2' | Report |           | Jassim Bin Hamad Stadium, Dauhá diváci: 6 500 |

| 11. listopadu 2011 18:30 UTC+3 |        |               |                                                |
| Bahrajn                        | 1 – 1  | Írán          | Bahrain National Stadium, Riffa diváci: 18 000 |
| Al Ajmi 45'                    | Report | Jabbari 90+2' | Bahrain National Stadium, Riffa diváci: 18 000 |

| 15. listopadu 2011 19:00 UTC+3 |        |         |                                                |
| Katar                          | 0 – 0  | Bahrajn | Jassim Bin Hamad Stadium, Dauhá diváci: 10 509 |
|                                | Report |         | Jassim Bin Hamad Stadium, Dauhá diváci: 10 509 |

| 15. listopadu 2011 19:00 UTC+7 |        |                                                          |                                                  |
| Indonésie                      | 1 – 4  | Írán                                                     | Gelora Bung Karno Stadium, Jakarta diváci: 6 000 |
| Pamungkas 44'                  | Report | Meydavoudi 7' Jabbari 20' Rezaei 24' Nekounam 72' (pen.) | Gelora Bung Karno Stadium, Jakarta diváci: 6 000 |

| 29. února 2012 17:00 UTC+3:30 |        |                              |                                       |
| Írán                          | 2 – 2  | Katar                        | Azadi Stadium, Teherán diváci: 51 300 |
| Dejagah 4', 50'               | Report | Khalfan 9' (pen.) Kasola 86' | Azadi Stadium, Teherán diváci: 51 300 |

| 29. února 2012 16:30 UTC+3                                                                          |        |           |                                               |
| Bahrajn                                                                                             | 10 – 0 | Indonésie | Bahrain National Stadium, Riffa diváci: 3 000 |
| Abdul-Latif 5' (pen.), 71' Al Alawi 15', 60', 65' Abdulrahman 34' (pen.), 41' Dhiya 62', 82', 90+4' | Report |           | Bahrain National Stadium, Riffa diváci: 3 000 |